# John Hastings (cầu thủ bóng đá)
John George Hastings (31 tháng 3 năm 1887 – 1972) là một cầu thủ bóng đá người Anh từng thi đấu ở vị trí hậu vệ cho Sunderland.